# 马金溪
马金溪，在中国浙江省开化县境内，沿线为开化当地的人口、产业重心，为开化县的母亲河、钱塘江南源组成部分。马金溪在发源于安徽省休宁县青芝埭尖北坡（海拔1,144米），进入浙江省境内后，途径七里垄、密塞两个峡谷在开化县城下游江面较为宽阔，至华埠镇后与池淮溪汇合，之后为常山港。干流上修建有齐溪水库。马金溪也是水利风景区，生态环境优越，2017年接待游人380万人次，营业收入超28.5亿元。